# Néophyte IV de Constantinople
Néophyte IV de Constantinople (en grec : Νεόφυτος Δ΄) est patriarche de Constantinople du 27 novembre 1688 au 7 mars 1689.